# Second Division 1981-1982
La stagione 1981-1982 è stata la settantanovesima edizione della Second Division, secondo livello del campionato di calcio inglese.

## Stagione
Il Luton Town (del manager David Pleat) ottiene il primato della Second Division ed è promosso in First Division dopo 7 anni d'assenza. Al secondo posto si insediò il sorprendente Watford di Graham Taylor che portò i The Hornets a disputare, per la prima volta nella loro storia, il massimo campionato inglese per la gioia del presidente e cantante Elton John. Il terzo e ultimo posto fu assicurato al Norwich City di Ken Brown che torna in massima serie dopo solo un anno dalla retrocessione. Mancano la promozione lo Sheffield Wednesday e il QPR, sorprende invece la prestazione del Rotherham United dell'ex nazionale inglese Emlyn Hughes.
Leyton Orient, Wrexham e Cardiff City sono retrocesse in Third Division 1982-1983.

## Squadre partecipanti
- Barnsley
- Blackburn Rovers
- Bolton Wanderers
- Cambridge United
- Cardiff City
- Charlton
- Chelsea
- Crystal Palace
- Derby County
- Grimsby Town
- Leicester City
- Leyton Orient
- Luton Town
- Newcastle United
- Norwich City
- Oldham Athletic
- QPR
- Rotherham United
- Sheffield Wednesday
- Shrewsbury Town
- Watford
- Wrexham

## Classifica
|  | Pos. | Squadra         | Pt | G  | V  | N  | P  | GF | GS | DR  |
|  | ---- | --------------- | -- | -- | -- | -- | -- | -- | -- | --- |
|  | 1    | Luton Town      | 88 | 42 | 25 | 13 | 4  | 86 | 46 | +40 |
|  | 2    | Watford         | 80 | 42 | 23 | 11 | 8  | 76 | 42 | +34 |
|  | 3    | Norwich City    | 71 | 42 | 22 | 5  | 15 | 64 | 50 | +14 |
|  | 4    | Sheffield Weds  | 70 | 42 | 20 | 10 | 12 | 55 | 51 | +4  |
|  | 5    | QPR             | 69 | 42 | 21 | 6  | 15 | 65 | 43 | +22 |
|  | 6    | Barnsley        | 67 | 42 | 19 | 10 | 13 | 59 | 41 | +18 |
|  | 7    | Rotherham Utd   | 67 | 42 | 20 | 7  | 15 | 66 | 54 | +12 |
|  | 8    | Leicester City  | 66 | 42 | 18 | 12 | 12 | 56 | 48 | +8  |
|  | 9    | Newcastle Utd   | 62 | 42 | 18 | 8  | 16 | 52 | 50 | +2  |
|  | 10   | Blackburn       | 59 | 42 | 16 | 11 | 15 | 47 | 43 | +4  |
|  | 11   | Oldham Athletic | 59 | 42 | 15 | 14 | 13 | 50 | 51 | -1  |
|  | 12   | Chelsea         | 57 | 42 | 15 | 12 | 15 | 60 | 60 | 0   |
|  | 13   | Charlton        | 51 | 42 | 13 | 12 | 17 | 50 | 65 | -15 |
|  | 14   | Cambridge Utd   | 48 | 42 | 13 | 9  | 20 | 48 | 53 | -5  |
|  | 15   | Crystal Palace  | 48 | 42 | 13 | 9  | 20 | 34 | 45 | -11 |
|  | 16   | Derby County    | 48 | 42 | 12 | 12 | 18 | 53 | 68 | -15 |
|  | 17   | Grimsby Town    | 46 | 42 | 11 | 13 | 18 | 53 | 65 | -12 |
|  | 18   | Shrewsbury Town | 46 | 42 | 11 | 13 | 18 | 37 | 57 | -20 |
|  | 19   | Bolton          | 46 | 42 | 13 | 7  | 22 | 39 | 61 | -22 |
|  | 20   | Cardiff City    | 44 | 42 | 12 | 8  | 22 | 45 | 61 | -16 |
|  | 21   | Wrexham         | 44 | 42 | 11 | 11 | 20 | 40 | 56 | -16 |
|  | 22   | Leyton Orient   | 39 | 42 | 10 | 9  | 23 | 36 | 61 | -25 |

### Verdetti
- Luton Town, Watford e Norwich City promosse in First Division 1982-1983.
- Cardiff City, Wrexham e Leyton Orient retrocesse in Third Division 1982-1983.